# ジェルジ・テネチェジウ
もしかして
- ジェルジ・テネケチェジウ

ではありませんか？